# Personnages de My Little Pony : Les amies, c'est magique
 (novembre 2021).
- Si vous ne connaissez pas le sujet, laissez ce bandeau (vous pouvez alors contacter les auteurs).
- Si vous supprimez le contenu mis en cause (vous pouvez préalablement contacter les auteurs),

argumentez précisément cette suppression dans la page de discussion
(un manque de référence n'est pas un argument ; une recherche réelle de référence doit avoir été effectuée, être formellement documentée).
Cet article présente les personnages de la série d'animation My Little Pony : Les amies, c'est magique.

## Personnages principaux

### Twilight Sparkle
- Voix originales : Tara Strong, Rebecca Shoichet (chant)
- Voix françaises : Claire Tefnin, Nancy Philippot (chant)

Twilight Sparkle est le personnage principal de la série, c’est une licorne mauve avec une crinière rose, indigo et violette ; sa marque de beauté est une étoile rose avec cinq petites étoiles blanches. Elle aime étudier et utiliser sa magie, ce qui fait d'elle la meilleure élève de la Princesse Celestia et la co-dirigeante d’Equestria. Twilight habitait à Canterlot au début de la série mais s’installe à la bibliothèque de Poneyville sous les ordres de Celestia pour étudier la magie de l’amitié. Elle envoie jusqu’à Leçon Zéro (épisode 3 de la saison 2) des lettres à Celestia grâce à Spike. Dans La vraie Twilight (épisode 13 de la saison 3), elle devient une alicorne et est couronnée princesse grâce à sa connaissance de l'amitié, et occupe ensuite son propre château à la fin de Le voleur de magie, partie 2 (épisode 26 de la saison 4). Elle représente l’Élément d'Harmonie de la magie. Studieuse et organisée, Twilight est généralement la voix de la raison et son parcours illustre l'a rendue célèbre à travers Equestria, mais elle reste néanmoins sujette à des insécurités qui se traduisent par des crises d'angoisses quand tout ne se passe pas comme elle le voulait. Dans la saison 8, elle ouvre une école pour pouvoir transmettre un message d'amitié sans frontières à toutes les créatures, y compris celles au-delà d'Equestria. Durant la saison 9, elle est prévenue qu'elle remplacera les princesses Celestia et Luna à la tête du royaume et le deviendra à la fin de la série.

### Spike
- Voix originale : Cathy Weseluck
- Voix française : Alexandra Corréa

Spike est un bébé dragon violet et vert et l'un des personnages principaux de la série. Il est le meilleur ami et l'assistant numéro un de Twilight Sparkle. Il a la capacité de livrer des lettres à la Princesse Celestia par magie en soufflant dessus. Spike est un héros aux yeux des poneys de cristal. Il est fou amoureux de Rarity. Dans L'Effet Mue (épisode 11 de la saison 8), il obtient des ailes et ses souffles de feu deviennent plus puissants. C'est un dragon maladroit, excentrique et très loyal. Il entretient une relation fraternelle avec Twilight Sparkle. Les deux amis s'épaulent mutuellement et s'aident à grandir même dans les situations les plus difficiles. Il a un côté plutôt nerd, il lit des livres et joue à des jeux qui sont obscurs aux yeux de la plupart des poneys. Il est parfois rejoint par Big McIntosh et Discord, ses seuls amis garçons qui partagent certains de ses centres d’intérêts.

### Applejack
- Voix originale : Ashleigh Ball
- Voix françaises : Fabienne Loriaux, Nathalie Stas (chant)

Applejack est un poney terrestre orange aux crins jaunes avec une marque de beauté qui a la forme de trois pommes rouges, elle porte toujours un chapeau de cow-girl. Elle s’occupe des récoltes de pommes, du tri et de la cuisine à la ferme de la Douce Pomme avec son grand frère Big McIntosh, sa petite sœur Apple Bloom et sa grand-mère Granny Smith. Ses valeurs sont la famille, l’intégrité et le travail. Très serviable, elle n'a pas peur de se salir les sabots. Elle est forte, indépendante et digne de confiance, ce qui fait d'elle « la grande sœur » de l'équipe. Applejack se sent obligée de remplir ce rôle, ayant l'impression de trahir ses amies lorsqu'elle ne parvient pas à ses objectifs. La diligence d'Applejack peut être expliquer par l'absence de ses parents, elle a surement du se responsabiliser pour aider sa famille à la ferme. C'est une campagnarde dans l'âme qui ne semble pas apprécier les choses trop féminines. C’est une grande mangeuse, loin d'être perfectionniste. La plus jolie des poneys semble à l'aise lorsqu'il s'agit de bricolage et d'activités dans la nature comme le camping ou encore la pêche. C’est la détentrice de l’Élément d'Harmonie de l’honnêteté.

### Fluttershy
- Voix originale : Andrea Libman
- Voix française : Élisabeth Guinand (saisons 1 à 3 / 7 à 9), Audrey d'Hulstère (saisons 4 à 6)

Fluttershy est une pégase jaune avec une crinière et une queue rose, et une marque de beauté qui représente trois papillons ; elle est timide et peureuse, mais se montre en colère lorsque les animaux ou ses amies sont en danger. Elle est initialement assez sous-estimée par ses amies mais gagne en confiance au fur et à mesure des épisodes, où elle apprend à affronter ses peurs afin de vaincre ses insécurités et son anxiété sociale. Elle montre un côté extrêmement maternel avec ses animaux avec lesquels elle arrive à être autoritaire et sûre d'elle. Sa timidité est expliquée par le comportement laxiste de ses parents, elle a adopté une attitude similaire contrairement à son frère, Zephyr Breeze qui lui est devenu extrêmement confiant et profiteur. Même si elle a du mal à accepter l'idée, elle sait très bien que tout le monde ne mérite pas sa magnanimité et que trop de gentillesse peut faire plus de mal que de bien. Elle reste une amie compassionnelle et combative. Représentant l’Élément d'Harmonie de la bonté, elle est également chargée de rendre Discord plus sociable et de contenir ses excès.

### Rarity
- Voix originales : Tabitha St. Germain, Kazumi Evans (chant)
- Voix française : Julie Basecqz, Nathalie Delattre (chant)

Rarity est une licorne blanche avec une crinière améthyste et une marque de beauté en forme de trois diamants bleus, elle est la sœur aînée de Sweetie Belle. Rarity vit et travaille dans son propre magasin, la Boutique Carrousel où elle crée, fabrique et vend des habits. Rarity ouvre une deuxième boutique dans Le Carrousel de Canterlot (épisode 14 de la saison 5) et une troisième, Rarity pour vous, à Jumanhattan dans La critique de la rue de la selle dorée (épisode 9 de la saison 6). Elle est souvent sollicitée par d'importants poneys de scène. La mode est pour elle plus que superficielle, c'est un moyen d'expression artistique. Très sensible à son image et aux bonnes relations, elle porte un grand intérêt à la haute société, surtout à Canterlot, où elle travaille à asseoir son influence artistique. Rarity porte une attention toute particulière à ce que tout le monde puisse profiter du cadeau de la beauté. Très élégante, elle n'a pas peur de montrer sa féminité qui n'est pas un défaut à ses yeux. Pour elle, féminité ne rime pas avec incompétence. En effet, elle peut être drôlement intelligente et indépendante, pouvant très bien se défendre elle-même sans l'aide d'un « prince charmant ». Elle représente l’Élément d'Harmonie de la générosité. Elle a du mal à représenter son Élément à cause de son matérialisme, mais son inspiration et sa nature à trouver de la beauté en toute chose compense ce défaut.

### Pinkie Pie
- Voix originales : Andrea Libman, Shannon Chan-Kent (chant)[note 1]
- Voix française : Nathalie Hugo

Pinkie Pie est une ponette terrestre rose avec une crinière magenta, sa marque de beauté représente trois ballons symbolisant son talent pour organiser les fêtes les plus réussies de Poneyville. Elle travaille comme pâtissière dans la boutique SugarCube Corner de M. et Mme Cake, sourit tout le temps, se déplace presque toujours en bondissant et ne se décourage jamais. Son comportement caricatural donne une touche d’humour à la série, elle représente l’Élément d'Harmonie du rire. Son côté surexcité et joyeux est toujours hanté par ses angoisses de solitudes et son passé morose. Seule la joie de ses amies lui apporte une force de surpasser ses doutes et lui donne un but dans la vie, rendre les gens heureux. Les parents de Pinkie Pie l'appellent par son nom complet Pikamena Diane Pie. Son comportement est très contrasté par rapport au reste de sa famille non seulement par sa couleur rose mais aussi par sa personnalité. Ses parents ainsi que sa sœur Maud sont très littéraux et quasiment dénués d'émotions, sa sœur aînée Limestone Pie est assez bougonne et sa sœur jumelle Marble Pie réservée et timide. Sa volonté de faire rire peut aussi provenir de l’environnement froid dans lequel elle a grandi, mais également de sa grand-mère Granny Pie qui lui a permis d'affronter ses peurs avec humour quand elle était une pouliche.

### Rainbow Dash
- Voix originale : Ashleigh Ball
- Voix française : Mélanie Dambermont

Rainbow Dash est une pégase bleue ciel avec une crinière de couleur d’arc-en-ciel, sa marque de beauté est un éclair rouge, jaune, et bleu sortant d’un nuage blanc. Elle s’occupe du ciel de Poneyville et peut le nettoyer en dix secondes. C'est la sportive du groupe. En effet, elle excelle dans beaucoup d'activité athlétiques. C'est aussi une casse-cou passionnée qui adore la vitesse et la voltige et les sensations fortes et une amatrice de farces en tous genres. Elle est parfois assez féminine mais cependant, elle essaie souvent de cacher cette douceur pour garder sa réputation. Les parents de Rainbow Dash la soutiennent énormément, ce qui peut être à l'origine de son côté excentrique. En effet, elle est sûre et très compétitive. Elle essaie également d'être un modèle pour Scootaloo, une jeune pégase incapable de voler qu'elle considère comme sa petite sœur, elle l’accueille même au sein de sa famille avec ses parents et elle a même fondée un fan-club pour montrer son affection envers la petite pouliche dans la saison 8. Rainbow Dash représente l’Élément d'Harmonie de la loyauté. Malgré cet Élément, elle est très impatiente mais montre à de multiples reprises que la sécurité de ses amis est plus importante que ses rêves de voltige et apprend à être plus fair-play au fur et à mesure. Elle admire les Wonderbolts, un groupe d'acrobate de l'air dont elle rejoint officiellement les rangs à partir de la saison 6. C'est aussi une fan de Casse-Cou, une version poney d'Indiana Jones qui révélera son goût pour la lecture. Lauren Faust s’est basée sur le physique de l'ancienne version de Rainbow Dash, mais sa personnalité est celle de son poney de première génération préféré, Firefly.

## Personnages secondaires

### Chercheuses de talent
- Apple Bloom (VO : Michelle Creber / VF : Émilie Guillaume, Véronique Sonneville (chant)) – une ponette terrestre jaune avec une crinière rouge cerise en âge d'aller à l'école et membre de la famille Apple. Elle est la sœur cadette d'Applejack et Big McIntosh et la petite-fillette de Granny Smith. Apple Bloom est l'une des membres fondatrices des Chercheuses de talent, avec Sweetie Belle et Scootaloo. Apple Bloom était le seul poney d'âge scolaire nommé jusqu'à Des pouvoirs... pas si magiques ? (épisode 6 de la saison 1) et la seule pouliche avec un rôle parlant jusqu'à La Marque de beauté (épisode 12 de la saison 1). Comme les trois autres Chercheuses de talent, elle n'a pas sa marque de beauté. Elle est appelée Apple Blossom dans d'autres médias et du matériel promotionnel. Elle obtient finalement sa marque de beauté dans Qui cherche trouve (épisode 18 de la saison 5). Sa marque ressemble à celle de Sweetie Belle et Scootaloo mais ornée d'une pomme.
- Sweetie Belle (VO : Claire Corlett, Michelle Creber (chant, saisons 1 à 3) / VF : Cathy Boquet, Ambre Grouwels (chant)) – une petite licorne blanche avec une crinière violette et rose, et la sœur cadette de Rarity ; elle apparaît d'abord dans La Magie de l'amitié (épisode 1 de la saison 1) et est bien introduite dans La Marque de beauté (épisode 12 de la saison 1). Comme elle n’a pas de marque de beauté, elle fait partie des Chercheuses de talent avec Apple Bloom et Scootaloo, un club dont le but est de découvrir leurs talents et d’obtenir une marque de beauté. Elle obtient sa marque de beauté dans Qui cherche trouve (épisode 18 de la saison 5). Sa marque ressemble à celle de Scootaloo et Apple Bloom mais ornée d'une note de musique.
- Scootaloo (VO : Madeleine Peters, Arielle Tuliao (chant, saisons 8 à 9) / VF : Béatrice Wegnez) – une pégase orange avec une crinière magenta d'âge scolaire. Elle apparaît d'abord dans La Magie de l'amitié (épisode 1 de la saison 1) et est bien introduite dans La Marque de beauté (épisode 12 de la saison 1). Scootaloo et ses amies, Apple Bloom et Sweetie Belle, forment les Chercheuses de talent, un club consacré à aider les poneys à gagner leur marque de beauté. Elle est une pilote de scooter talentueuse, mais contrairement à la majorité des pégases, elle est incapable de voler car ses ailes sont relativement petites par rapport à son corps. Elle est fan de Rainbow Dash et développe un lien sororal avec elle dans Autour du feu de camp (épisode 6 de la saison 3) grâce à l'aide de la Princesse Luna. Cependant, Lauren Faust a déclaré que Scootaloo et Rainbow Dash n'ont aucun lien de parenté. Elles ont pourtant un attachement réciproque, Rainbow Dash était d'ailleurs triste à l'idée de perdre son admiration et se faisait du souci pour le bien-être de Scootaloo dans Les Fiascos (épisode 20 de la saison 8). Elle obtient sa marque de beauté dans Qui cherche trouve (épisode 18 de la saison 5). Sa marque ressemble à celle d'Apple Bloom et Sweetie Belle mais ornée d'un éclair. Ses parents sont des explorateurs qui s'aventures dans les contrées dangereuses d'Equestria, ce qui explique leur absence.

#### Members honoraires
- Babs Seed (VO : Brynna Drummond) – une ponette terrestre ocre avec une crinière écarlate d'âge scolaire. Elle est la cousine d'Apple Bloom. Elle habite à Jumanhattan. Elle est l'un des nombreux poneys d'âge scolaire sans une marque de beauté, et est un membre officiel des Chercheuses de talent. Elle est également la fondatrice de la branche Jumanhattan des Chercheuses de talent. Son nom est un jeu de mots de l'idiome « mauvaise graine » qui désigne une personne, généralement un membre de la famille, qui se comporte grossièrement et porte souvent malheur à d'autres. Elle obtient sa marque de beauté lors de La marque infernale (épisode 4 de la saison 5), on apprend aussi que c'est une paire de ciseaux.
- Gabby (VO : Erin Matthews / VF : Aurélie Castin) – un griffon et, contrairement à eux, est très optimiste, serviable, attentionnée et amicale. Elle apparaît dans l'épisode Une marque pas comme les autres où après avoir assisté aux exploits de Rainbow Dash et Pinkie Pie à Griffonroche pour faire connaître la notion d'amitié aux griffons, elle se rend à Poneyville pour rencontrer les Chercheuses de talent afin d'obtenir sa marque de beauté, chose qu'elle désire le plus au monde pour trouver sa voie et ainsi devenir le premier griffon à obtenir une marque. Gabby se révèle être douée pour plein de choses sous l'œil inquiet des Chercheuses de talent qui paniquent à l'idée d'échouer dans une de leurs missions pour la première fois. Ne voulant pas rendre ses amies inquiètes, Gabby se peint une fausse marque sur le flanc pour faire croire aux Chercheuses qu'elles ont réussi, mais la supercherie est vite démasquée. Les trois pouliches finissent par expliquer à Gabby que ce n'est pas grave si elle n'a rien sur le flanc, car elle sait ce qu'elle est dans son cœur. Pour le prouver, elles offrent à Gabby un badge sculpté comme leurs marques de beauté, avec un trophée au centre. Gabby devient alors la première griffon membre des Chercheuses de talent et a ainsi pu découvrir sa voie : rendre service et aider les autres. Elle revient dans la saison 9 où elle s'est liée d'amitié avec Spike et elle passe beaucoup de temps avec ce dernier au grand malheur de Rarity qui est très affectée par l'absence de Spike à ses cotès.

### Personnages royaux

#### Princesse Celestia
- Voix originale : Nicole Oliver
- Voix française : Delphine Moriau

La Princesse Celestia (prononcer Célèstia) est une Alicorne blanche à la crinière bleu ciel, vert, et rose, princesse d'Equestria et co-dirigeante du pays. Elle a une marque de beauté en forme de soleil, qui représente sa capacité à déplacer le Soleil dans le ciel. On peut qualifier ce personnage comme l'Alicorne la plus puissante de tout Equestria. Celestia est aussi le professeur de sa protégée, Twilight Sparkle. Elle dirigea seule Equestria pendant un millénaire jusqu'au retour de sa sœur bannie, la Princesse Luna, dans La Magie de l'amitié, partie 2 (épisode 2 de la saison 1). Elle est sage, prudente et planifie sur le long terme. Elle n'est toutefois pas invulnérable ni omnisciente ; comme le démontre sa défaite surprenante contre la Reine Chrysalis des changelins dans Vive les mariés, partie 2 (épisode 26 de la saison 2). Celestia qualifie de « facile » le travail de Luna par rapport au sien mais elle va se rendre compte de l'inverse dans Un problème royal (épisode 10 de la saison 7) qui montre le côté obscur de Celestia, la Jument Brise-jour (Daybreaker en version originale).

#### Princesse Luna
- Voix originales : Tabitha St. Germain, Kazumi Evans (chant S4), Aloma Steele (chant S6-S9)
- Voix française : Fanny Roy, Daphné D'Heur (chant)

La Princess Luna est une Alicorne bleue à la crinière bleu foncée éthérée, princesse et co-souveraine d'Equestria. Elle a une marque de beauté noire avec une lune blanche. Elle est responsable du cycle de la Lune. Elle est complémentaire de sa sœur, la Princesse Celestia, qui exerce les mêmes fonctions de manière plus présente dans la série. Ces deux sœurs sont âgées de plus de mille ans, et sont donc parmi les plus vieux personnages de la série. Sa sœur Celestia l'avait bannie pour mille ans sur la Lune à la suite d'un combat. En effet, Celestia étant la Princesse du soleil, celle-ci est appréciée de tous. Malheureusement, elle faisait sans le vouloir de l'ombre à Luna qui est en quelque sorte mise à l'écart. Son âme va s'assombrir et elle va devenir la Jument Séléniaque (Nightmare Moon en version originale). Elle va alors se battre avec sa sœur qui n'a d'autre choix que d'utiliser les Éléments d'Harmonie pour la bannir sur la Lune pendant un millénaire. La Jument Séléniaque redeviendra ensuite Luna à son retour. Étant la Princesse de la nuit, elle peut également visiter les rêves des poneys, comme dans Autour du feu de camp (épisode 6 de la saison 3) où elle apparaît dans le cauchemar de Scootaloo. Luna qualifie de « facile » le travail de Celestia par rapport au sien mais elle va se rendre compte de l'inverse dans Un problème royal (épisode 10 de la saison 7).

#### Princesse Cadance
- Voix originale : Britt McKillip
- Voix française : Maia Baran

La Princesse Cadance de son nom complet Princesse Mi Amore Cadenza, elle était la babysitteuse de Twilight Sparkle quand elle était plus jeune. C’est une Alicorne rose à la crinière mauve, jaune et magenta, elle a une marque de beauté en forme de cœur en cristal bleu, qui devient dirigeante de l’Empire de Cristal après la chute du roi Sombra, elle est la belle-sœur de Twilight et l'épouse de Shining Armor.

#### Shining Armor
- Voix originale : Andrew Francis
- Voix française : Philippe Allard

Shining Armor est une licorne mâle blanc à la crinière bleue et est le grand frère aîné de Twilight Sparkle. Il est le capitaine de la garde royale de Canterlot servant la Princesse Celestia et la Princesse Luna, et il porte le titre de prince depuis son mariage avec la Princesse Cadance. Il apparaît en premier lieu dans Vive les mariés, partie 1 (épisode 25 de la saison 2).

#### Flurry Heart
- Voix originale : Tabitha St. Germain

Flurry Heart est la fille de la Princesse Cadance et de Shining Armor. C'est un bébé Alicorne femelle rose claire, et elle fut aussi la première Alicorne de naissance. Elle apparaît à partir de Le cœur de cristal, partie 1 (épisode 1 de la saison 6). Comme c'est une Alicorne, elle est très puissante et a des excès de magie encore plus forts que ceux des bébés licornes normales.

### Amis et alliés

#### Discord
- Voix originale : John de Lancie
- Voix française : Michel Hinderyckx (saisons 2 et 3), Philippe Résimont (saisons 4 à 9)

L'antagoniste principal des deux premiers épisodes de la saison 2, il s'agit d'un « Draconnequus ». Cette créature d'apparence composite est dotée d'une tête de cheval coiffée d'un bois de cerf et d'une corne bleue. Sa gueule s'orne d'un croc unique et son corps serpentiforme se termine par une patte de lion, une autre de rapace, une de dragon et un sabot. Il déploie enfin une paire d'ailes, l'une membraneuse et l'autre composée de plumes. Le Draconnequus maîtrise une puissante magie sans limite apparente, ce qui lui permet de déformer la réalité à sa guise. Visiblement immortel, Discord représente l'esprit du chaos et du désordre. Il tente de cacher les Éléments d'Harmonie et de manipuler la personnalité des six poneys principaux mais Twilight et ses amis déjouent ses plans et parviennent à le vaincre avec le pouvoir de leur amitié. Initialement un personnage malveillant, il se rachète dans l'épisode Le retour de Discord en devenant l'ami de Fluttershy, la seule poney dont il se sent proche. Discord redevient brièvement un ennemi en s'alliant au centaure Tirek dans Le voleur de magie, mais se sentant honteux pour ce qu'il a fait, il revient dans le camp des poneys ; la chanson Un arc-en-ciel d'amitié souligne qu'il est finalement accepté par tous les habitants de Poneyville. L'épisode Discord et les nouveaux amis dévoile son habitat d'origine, une autre dimension qui n'obéit à aucune loi physique ou logique. L'épisode Harmonie discordante révèle que si Discord se comporte trop normalement, il disparaitrait.

#### Big McIntosh
- Voix originale : Peter New
- Voix française : Didier Colfs

Big McIntosh est un poney terrestre rouge avec une crinière blonde et sa marque de beauté est une pomme verte coupée, c’est aussi le grand frère d’Applejack et l’ainé de la famille Apple ; il est d’ailleurs fort, il aide alors la famille dans les corvées de la ferme de la Douce Pomme. Personnage peu loquace, il ne répond que par « Ouaip » ou « Non » et a un accent campagnard comme sa sœur. Il possède, à la suite d'un enchantement de Twilight Sparkle, une poupée qui s'appelle « Madame-Je-Sais-Tout ».

#### Granny Smith
- Voix originale : Tabitha St. Germain
- Voix française : Jacqueline Ghaye

Granny Smith est une ponette vert claire terrestre âgée. Elle est la grand-mère d’Applejack, Big McIntosh et d'Apple Bloom. Comme tous les membres de la famille Apple, sa marque de beauté représente un produit à base de pomme, dans son cas, une tarte. C’est aussi la seule pouliche qui découvrait les zapapples. Elle fit partie des fondateurs de Poneyville.

#### Starlight Glimmer
- Voix originale : Kelly Sheridan
- Voix française : Séverine Cayron

Starlight Glimmer est une licorne rose claire avec des crins améthystes et émeraudes. Sa marque de beauté est une étoile et deux voiles lumineux. Antagoniste principale de la cinquième saison, elle dirige un village de poneys à qui elle a retiré leurs marques de beauté pour qu'ils soient tous égaux (la marque de beauté est remplacée par un « = »). Elle enlèvera celles de Twilight Sparkle et ses amies pour qu'elles la rejoigne. Ainsi, en apprenant que la Princesse de l'amitié les a rejoints, Equestria devrait accepter sa philosophie. Cependant, Fluttershy découvre qu'elle cache sa marque de beauté sous du maquillage qu'elle fait démasquer aux yeux de tous. Starlight explique alors que c'est son talent qui permet d'enlever les marques de beauté, puis elle s'enfuit dans la montagne avec les marques des six amies qui seront récupérés par d'autres poneys ayant retrouvé leurs talents. Elle finira par s'échapper dans les grottes. Elle revient à la fin de la cinquième saison : elle assiste à une conférence de Twilight où cette dernière raconte comment elle et ses amies ont eu leurs marques de beauté. Starlight décide donc de voyager dans le temps grâce à un sort et la carte du château de Twilight afin d'empêcher Rainbow Dash de créer l'arc-en-ciel supersonique qui a déclenché l'apparition des marques de beauté des six poneys, changeant ainsi le futur. Twilight est alors confrontée à des réalités où personne n'a pu arrêter les antagonistes cités précédemment (à part ceux des films). Cependant, lorsque Twilight montre à Starlight les conséquences désastreuses de son acte, cette dernière finira par se repentir et capitulera à la fin du dernier épisode, pour devenir une amie des personnages principaux dans la saison 6. Quand elle était plus jeune, elle avait perdu son ami Sunburst à cause de l’éveil de sa marque de beauté et celui-ci est parti à l'école de magie, laissant Starlight seule. Elle habite depuis lors au château de Twilight Sparkle, laquelle lui donne des leçons d'amitié. Bien qu'ayant eu des difficultés, elle finit par s'entendre avec les amis de Twilight, se réconcilier avec Sunburst, donner une seconde chance à Trixie et même devenir une héroïne pour avoir contrecarrer les plans de la reine Chrysalis.

## Autres personnages par région

### Personnages du gouvernement fédéral
- Chancelier Neighsay (VO : Maurice LaMarche / VF : Didier Colfs) – très strict et conservateur, cette licorne mâle dirige l'Association Éducative d'Equestria (AEE). Il est chargé d'inspecter l’école de l'amitié de la princesse Twilight Sparkle dans le double épisode initial de la saison huit pour voir si l'école est conforme au règlement de l'AEE. Mais Neighsay change d'avis quand il constate que des élèves non-poneys s'y trouvent, affichant un mépris non dissimulé pour les autres espèces. Twilight parvient quand même à ouvrir son école en créant son propre règlement, l'AEE n'aura ainsi aucun droit de fermeture sur son établissement. Neighsay apparaît dans l'épisode L'université de l'amitié où il approuve l'existence de l'école tenu par les frères Flim et Flam avant que Twilight et Rarity dévoilent à tous la supercherie qui s'y cachait. Neighsay revient à nouveau dans le double épisode final de cette saison où, face à la disparition de la magie d'Equestria et à l'absence de Twilight, il prend la direction de l'école de l'amitié. Victime des machinations de Cozy Glow, il est emprisonné mais sera libéré par les élèves dont il se méfiait auparavant. Neighsay se ravisera sur ses préjugés et accepte que Twilight continue à faire exister l'école.

### Personnages de Poneyville
- Madame le Maire (Mayor Mare en version originale, VO : Cathy Weseluck / VF : Laurence César) - une ponette qui apparaît de temps à autre à l'occasion de divers événements. Elle possède une robe beige avec une crinière et une queue grises. Elle porte un col blanc et une lavallière verte et possède des lunettes en demi-lune avec une armature dorée. Sa marque de beauté est un parchemin enroulé et fermé par un ruban bleu clair. C'est elle qui organise les cérémonies officielles de la ville. Ses vrais cheveux sont roses mais elle se les peint en gris, comme vu dans les épisodes Journalistes en herbe et Des pommes, des poires... et des amours.
- M. et Mme Cake (VO : Brian Drummond et Tabitha St. Germain) - sont deux poneys terrestres mariés, qui dirigent la pâtisserie de SugarCube Corner, et les patrons de Pinkie Pie qui travaille pour eux ; dans la saison 2, ils auront deux bébés jumeaux, Pound Cake et Pumpkin Cake.
- Pound Cake et Pumpkin Cake (VO : Tabitha St. Germain et Andrea Libman) - deux bébés jumeaux de M. et Mme Cake, Pound est un pégase et Pumpkin est une licorne, leur première apparition est dans la saison 2 et leur baby-sitter sera Pinkie Pie.
- Cheerilee (VO : Nicole Oliver / VF : Audrey Devos) - la professeur de l’école de Poneyville. Elle est rose et sa marque de beauté est trois fleurs souriantes qui représente son don de l’épanouissement de ses élèves. Sa crinière est rose clair.
- Phil Defer : est le père de Diamond Tiara, il a la robe marron et une crinière noire et sa marque de beauté est un sac d’argents, c’est le poney le plus riche de Poneyville mais pendant sa jeunesse, il travailla dans la ferme.
- Diamond Tiara et Silver Spoon (VO : Chantal Strand et Shannon Chan-Kent) - deux pouliches terrestres riches qui narguent les chercheuses de talent parce qu’elles n’ont pas de marque de beauté. Elles deviennent finalement gentilles avec elles dans Qui cherche trouve.
- Snips et Snails (VO : Lee Tockar et Richard Ian Cox / VF : Didier Colfs et Grégory Praet) - deux poulains licornes qui créent des ennuis à Poneyville.
- Pipsqueak (VO : William Lawrenson dans Le Festival du Cauchemar et Graham Verchere dans toute autre apparition) - un poulain blanc marron très petit et écolier dans la classe des Chercheuses de talent qui provient de Trottingham.
- Grincheux l'âne têtu (Cranky Doodle Donkey en version originale, VO : Richard Newman / VF : Jean-Paul Dermont) - un âne mâle qui apparaît notamment dans les épisodes Le nouvel ami de Pinkie Pie, Tranche de vie et Seconde chance.
- Mathilda (VO : Brenda Crichlow) - est une ânesse, elle est l'amour de jeunesse de Grincheux. Ils se marient dans l'épisode Tranche de vie.
- Bulk Biceps (VO : Jayson Thiessen puis par Michael Dobson) - un pégase mâle blanc avec une crinière et une queue jaune, il est très musclé mais a de très petites ailes. C’est un membre de l’équipe aérienne de Rainbow Dash pour Poneyville.
- Trixie (VO : Kathleen Barr / VF : Audrey d'Hulstère, Ambre Grouwels (chant)) - une licorne à la robe bleu roi avec une crinière et une queue d'un bleu plus clair, sa marque de beauté est une lune et une baguette magique, c’est une magicienne vantarde qui apparait dans Des pouvoirs... pas si magiques ? (épisode 6 de la saison 1). Elle aime s'appeler « La grande et puissante Trixie ». Elle revient dans Duel magique (épisode 5 de la saison 3) avec l’amulette de l’Alicorne qui bat Twilight Sparkle et la bannit de Poneyville. Trixie sera finalement vaincue par la ruse de Twilight et ses amies. Elle réapparaît dans Seconde chance (épisode 6 de la saison 6) et Un dangereux retour au sources (épisodes 25 et 26 de la saison 6) où elle est devenue une amie proche de Starlight Glimmer.

### Personnages de Canterlot
- Prince Blueblood (VO : Vincent Tong / VF : David Manet) - un poney licorne royal qui réside à Canterlot. Il est le neveu éloigné de la Princesse Celestia et de la Princesse Luna ainsi que le cousin de la Princesse Cadance. Il est révélé comme « l'objet » de convoitise de Rarity, mais une fois qu'ils se rencontrent, il se révèle ne pas être ce qu'elle attendait. « Blueblood » veut dire « Sang bleu » qui est une expression pour « noblesse », ou être de noble naissance ou d'origine.
- Hoity Toity (VO : Trevor Devall / VF : Jean-Marc Delhausse) - un poney terrestre gris au cheveux blancs qui porte des lunettes de soleil violettes, il apparaît dans Le défilé haute-couture (épisode 14 de la saison 1) où il va voir le défilé de mode de Rarity, ainsi que dans La mode selon Applejack (épisode 9 de la saison 7). Sa marque de beauté est un éventail jauni. Il fait partie des poneys qui caricaturent des personnages existants ; ici, il s'agit de Karl Lagerfeld.
- Photo Finish (VO : Tabitha St. Germain) - une ponette terrestre bleue avec une crinière blanche et qui porte toujours des lunettes de soleil, elle rend Fluttershy célèbre dans Sous les projecteurs (épisode 20 de la saison 1), elle revient dans les saisons deux, quatre et cinq sans rôles parlants, puis dans La mode selon Applejack (épisode 9 de la saison 7). Elle porte une robe rayée, rose blanche et noire.
- Sapphire Shores (VO : Rena Anakwe) - une ponette terrestre qui est la reine de la pop. Elle apparaît dans Comme chiens et poneys (épisode 19 de la saison 1) où Rarity lui confectionne une nouvelle robe avec des diamants, et dans Les costumes de Sweetie Belle (épisode 19 de la saison 4).
- Fancy Pants (VO : Trevor Devall / VF : Stéphane Pelzer) - c'est une licorne mâle de la haute société de Canterlot, il est introduit dans La Haute Société de Canterlot (épisode 9 de la saison 2). Rarity l'admire, car c'est le poney le plus important de Canterlot. Son entourage change souvent leur avis pour qu'ils s'entendent avec les siens, c’est un poney blanc à lunettes avec une crinière et une queue bleu clair, sa marque de beauté représente trois couronnes.

### Personnages de Cloudsdale
- Les brimeurs - un groupe de pégases et les ennemis de Rainbow Dash et Fluttershy. Ils font leur apparition dans l’'épisode La tête dans les nuages où ils se moquent de Rainbow Dash en l'appelant Rainbow Crash, ils disent dans le même épisode qu’elle va perdre la compétition (que Rainbow Dash remportera pourtant). Dans Les Chercheuses de talent, ils apparaissent en tant que poulains dans un flashback en se moquant de Fluttershy qui ne sait pas voler, et en défiant Rainbow Dash (qui veut défendre l'honneur de Fluttershy) dans une course où elle obtient sa marque de beauté.
- Zephyr Breeze (VF : Fabian Finkels) - un pégase turquoise et mince aux crins blonds noués en chignon, avec une ombre de barbe sur le visage. C'est le frère de Fluttershy. Il apparaît dans La peur de l'échec (épisode 11 de la saison 6) où il revient chez ses parents après avoir été renvoyé (apparemment pas pour la première fois) d'une école. À l'opposé de sa famille (dont il abuse de la gentillesse), il est bruyant et prétentieux, et semble paresseux au premier abord, mais il s'avère que son manque de persévérance vient d'une profonde peur de l'échec et d'un manque de confiance en lui. Zephyr a très certainement un faible pour Rainbow Dash, flirtant avec elle contre son gré.
- Bow Hothoof et Windy Whistles - les parents de Rainbow Dash. Bow Hothoof est un pégase violet clair avec une ombre de barbe, une crinière et une queue arc-en-ciel. Sa marque de beauté est un éclair arc-en-ciel rouge, jaune, vert, bleu sous un nuage avec un fer à cheval. Windy Whistles est une pégase bleue avec une crinière et une queue rose. Sa marque de beauté est un nuage poussé par du vent. Ils apparaissent dans Des parents en or (épisode 7 de la saison 7) où ils encouragent un peu trop Rainbow Dash, ce qui embarrasse cette dernière. C'est d'ailleurs pour cette raison que leur fille ne leur à pas dit qu'elle est devenue une Wonderbolt jusqu'à ce que Scootaloo leur dise. Ils réapparaissent à la fin de Les Fiascos (épisode 20 de la saison 8) où ils rejoignent le fan-club de Scootaloo présidée par leur fille Rainbow Dash.
- Les Wonderbolts - un groupe de pégases qui ont le talent aérien, connus et reconnus dans tout Equestria, qui participent aux jeux du pays ; ce sont les héros de Rainbow Dash qui les rejoint officiellement dans La nouvelle Wonderbolt (épisode 7 de la saison 6). Ils sont commandé par Spitfire, le capitaine, et Soarin son commandant en second.

### Personnages de Las Pégase
- Flim et Flam (VO : Samuel Vincent et Scott McNeil / VF : Philippe Allard et Alain Éloy) - deux frères licornes jaunes apparaissant dans La saison du jus, Miracles à vendre? Vive Las Pégase ! et L'université de l'amitié. Ils parcourent tout Equestria pour vendre leurs marchandises avec des méthodes plus que douteuses. Lorsque Twilight effectue une série de voyages dans le temps à cause de Starlight Glimmer dans le double épisode La quête de l'arc-en-ciel, une des réalités qu'elle visite (dans la partie 2) montre Poneyville transformée en zone industrielle à cause des deux frères. Ils ne se distinguent que par le fait que l'un des deux a une moustache et par leurs marques de beauté.

### Personnages de Manehattan
- Suri Polomare (VO : Tabitha St. Germain) une ponette terrestre rose avec une crinière violette, c’est la principale antagoniste de Rarity sur le podium (épisode 8 de la saison 4) où elle copie la collection de vêtements de Rarity. Elle habite à Jumanhattan. Elle avait une assistante nommée Coco Pommel. Sa marque de beauté représente des boutons jaune, bleu et violet, comme la couleur de son écharpe, celle de son bandeau et de sa crinière.
- Coco Pommel (VO : Cathy Weseluck) une ponette terrestre beige avec une crinière et une queue bleu de mer et bleu clair, elle habite à Jumanhattan et fut l’assistante de Suri Polomare. Elle apparait dans Rarity sur le podium (épisode 8 de la saison 4) ; à la fin de l’épisode, elle offre à Rarity un ruban arc-en-ciel qui sera la clé du coffre de l’harmonie. Elle revient dans Le festival du solstice d’été (épisode 17 de la saison 5) et La critique de la rue de la selle dorée (épisode 9 de la saison 6).

### Personnages de l'empire de Cristal
- Roi Sombra (VO : Jim Miller, Alvin Sanders (saison 9) / VF : Philippe Résimont) - principal antagoniste du double épisode initial de la saison 3, le roi Sombra est une licorne mâle, ancien dirigeant et tyran de l'Empire de Cristal. Un millénaire plus tôt, il fut banni dans les terres gelées du nord. Le tyran déchu jeta alors un sort aux poneys de cristal pour qu'ils oublient leur passé. Quand l'Empire de Cristal retrouve son faste d'antan, Sombra tente de le reconquérir. Il est vaincu par le Cœur de Cristal qui trône au centre du château. Même s'il lui arrive de prononcer quelques mots et phrases, son texte se résume principalement à des grognements grondants, des sifflements et des rires diaboliques. Lorsque Starlight Glimmer modifie le passé pour la première fois, dans l'épisode La Quête de l'arc-en-ciel, partie 1, Twilight et Spike découvrent à leur retour que Sombra a réussi à instaurer sa dictature sur l'Empire de Cristal et qu'il a déclaré la guerre à toutes les autres nations. Il revient dans le double épisode initial de la saison 9, The Beginning of the End, où il se fait invoqué avec d'autres antagonistes par l'ancien empereur Grogar dans le but de conquérir Equestria ensemble mais refusant de partager le trône avec d'autres personnes, Sombra s'en va combattre par lui-même. Même s'il réussit à détruire l'Arbre de l'Harmonie et à s'emparer de l'Empire de Cristal, de Poneyville puis de Canterlot, Sombra est vaincu à nouveau grâce à la magie de l'amitié de Twilight Sparkle et ses amis.

### Personnages de la forêt d'Everfree
- Zecora (VO : Brenda Crichlow / VF : France Bastoen) - un zèbre femelle qui habite dans la forêt d'Everfree. Au début, elle est crainte pour sa différence, mais elle devient rapidement une source de conseil pour tous les personnages. Elle possède la sagesse, elle est également déterminée. Zecora pratique la magie, et connaît toutes sortes de potions magiques, ou de remèdes contre toutes sortes de maladies. Elle connaît aussi la plupart des plantes qui poussent dans la forêt d'Everfree. Elle parle principalement en rimes. On peut voir que dans Duel magique (épisode 5 de la saison 3), elle essaye d'entraîner Twilight à exécuter des sorts magiques pour qu'elle puisse vaincre Trixie, qui l'a bannie de Poneyville.

### Background ponies
L'activité du fandom de My Little Pony met en valeur des poneys figurants ou de rôle mineur, les Background ponies (poneys d'arrière-plan). Tout poney apparaissant dans la série, même quelques secondes, est nommé par les fans et reporté sur une liste dédiée sur un wiki. Derpy Hooves, au départ simple personnage de fond, a fini par avoir un rôle parlant dans la série sans doute grâce au dynamisme des fans à propos du personnage.

#### Derpy Hooves
- Voix originale : Tabitha St. Germain

Une information publiée initialement sur 4chan le 25 octobre 2010 met en lumière une pégase avec une robe grise, une queue et crinière blonde, une marque de beauté représentant sept bulles et des yeux de couleur jaune-ambre qui louchent. Ce personnage de fond apparaît pour la première fois sous ces traits dans le premier épisode de la série, quand Pinkie Pie organise une fête de bienvenue à Twilight Sparkle et que cette dernière boit de la sauce piquante (la pégase est juste au-dessus). Le poney est alors nommé par les fans « Derpy Hooves » d'après l'expression de stupidité et de gaucherie « derp » dont les macros images représentent le plus souvent un personnage avec un fort strabisme divergent.
Le strabisme de Derpy Hooves résulterait d'une erreur d'animation d’après Lauren Faust, due à la technique de réplication des images utilisée pour créer la série. La preuve en est que ses yeux ne louchent pas dans les épisodes suivant le premier. Cependant, la popularité grandissante du personnage a conduit les créateurs de la série à lui redonner l'apparence qui l'a rendu célèbre (avec le strabisme).
Derpy Hooves n'a prononcé qu'un seul et unique mot durant toute la première saison : « Muffin », dans La pomme au panier (épisode 4 de la saison 1). Dans Les rubans bleus (épisode 14 de la saison 2), Derpy a un rôle parlé un peu plus important et son nom est même officialisé.
À la suite de plaintes concernant l'apparence et le nom de Derpy, qui pouvaient être perçus comme une insulte envers les personnes atteintes de déficiences mentales, le nom Derpy n'a plus été utilisé officiellement, au profit du nom Ditzy Doo ou du surnom Muffins. Mais elle a continué d'apparaitre dans le fond des épisodes, en conservant ses yeux qui louchent. Dans le centième épisode Tranche de vie (épisode 9 de la saison 5), Derpy est mise en avant aux côtés d'autres personnages d'arrière-plan.

#### DrWhooves
- Voix originale : Jayson Thiessen/Peter New
- Voix française : Frederik Haùgness

Les fans ont remarqué dans les épisodes que plusieurs poneys d'apparences différentes et ayant un sablier comme marque de beauté ressemblaient étrangement aux différents docteurs de la série Doctor Who. Nommé « Doctor Whooves » (ou « Time turner »), résultant de l'association des mots Doctor Who et Hooves (sabots en anglais) par les fans, il est un poney de second plan qui apparait régulièrement au cours de la première saison. Après la sortie du quinzième épisode de la saison 2, dans lequel ce poney fait une nouvelle apparition en tournant un gros sablier, les créateurs de la série confirment aux fans que ce personnage avait été inclus volontairement en référence à la série Docteur Who. Des T-shirts commercialisés à l'effigie de ce poney lui attribuent le nom de « Doctor Hooves » tandis que les cartes à jouer lui donnent aussi le nom de « Time Turner ». Il se pourrait que le nom Dr Whooves ait été ainsi altéré en Hooves ou en Time Turner pour éviter des conflits de licence avec la BBC pour le nom de Dr Who. Il est mis en avant avec d'autres personnages d'arrière-plan dans le centième épisode Tranche de vie (épisode 9 de la saison 5).

#### DJ P0N-3
Sa première apparition dans Le défilé haute-couture (épisode 14 de la saison 1) dure à peine 5 secondes, elle ne réapparaît plus à l'écran avant la fin de la saison 2. Un sondage sur Equestria Daily s'achève sur une égalité pour nommer le poney, entre DJ P0N 3 et Vinyl Scratch. Le nom « DJ PON-3 » est officialisé par Hasbro dans un clip publicitaire Equestria Girls et est le premier nom donné par les fans qui est reconnu dans la ligne de production des jouets Mon Petit Poney.

#### Familles élargies des personnages principaux

##### Famille Apple
Les Apples sont une petite famille faisant partie d'un clan bien plus large, qui habite à l’extérieur de Poneyville, à la ferme de la Douce Pomme ; tout le monde travaille ensemble et leurs marques de beauté sont liées aux pommes.
- Sugar Belle (VO : Rebecca Shoichet / VF : Elsa Poisot) - Sugar Belle est la pâtissière du village fonder par Starlight Glimmer. Elle et Big McIntosh tombent amoureux dans l'épisode 8 de la saison 7 Quand les mots manquent.... Ils ce marient à la fin de l'épisode 23 de la saison 9 et depuis elle vit avec le poney qu'elle aime tant dans la ferme de la Douce Pomme et des années plus tard, ils ont eu un fils né de leur amour.
- Braeburn (VO : Michael Daingerfield / VF : Gauthier de Fauconval) - c’est un poney terrestre doré qui porte un chapeau de cow-boy et fait partie de la famille Apple, c’est le cousin d’Applejack, de Big McIntosh et d’Apple Bloom, ainsi que le petit-fils de Granny Smith, il vit à Apploosa et sa première apparition est dans Question de territoire (épisode 21 de la saison 1).
- Oncle et tante Orange (VO : Brian Drummond et Tabitha St. Germain) - Tante et Oncle Orange sont un couple de poneys terrestres, ils sont mariés et font partie de la famille Apple. Ils font leur apparition dans Les Chercheuses de talent (épisode 23 de la saison 1) dans un flashback d'Applejack. Oncle Orange est aussi appelé par son nom entier dans les jouets à savoir Oncle Mosely Orange, ils habitent à Jumanhattan.
- Goldie Delicious (VO : Peter New) - Goldie Delicious est une ponette terrestre orange claire avec une crinière et une queue blanche, sa marque de beauté est un arbre, elle est d’abord introduite dans Une famille idéale ! (épisode 9 de la saison 4), elle habite dans une cabane non loin de Poneyville et garde un grand nombre de chats ainsi que toutes sortes d'objets appartenant à la famille Apple. Elle réapparaît dans l'épisode Des pommes, des poires... et des amours (épisode 13 de la saison 7) en informant les enfants Apple du passé de leurs parents.
- Hayseed Turnip Truck (VO : Trevor Devall) - Hayseed Turnip Truck est un poney terrestre. Son pelage est couleur vanille avec une crinière dans les tons de bruns. Sa marque de beauté représente trois navets. Hayseed est un membre de la famille Apple et un personnage d’arrière-plan, il fait de courtes apparitions à Poneyville.
- Bright McIntosh et Pear Butter (VO : Bill Newton et Felicia Day) - ce sont les parents de Big McIntosh, Applejack et Apple Bloom. Ils seraient décédés mais la raison de leur disparition n'a pas encore été révélée. Pear Butter, que son époux a surnommée Bouton d'or était membre de la famille Pear, installée à la ferme de la Belle Poire non loin de la ferme de la Douce Pomme. Les Pear et les Apple étaient rivaux et seuls Bright McIntosh et Pear Butter s'entendaient bien. Ils grandirent ensemble et finirent par tomber amoureux. Leur amour étant interdit, ils se marièrent en secret et les Pear déménagèrent sans Pear Butter car cette dernière a choisi de vivre avec les Apple mais surtout d’être aux côtés du poney qu'elle aime. Les trois enfants Apple n'apprennent l'histoire de leurs parents que dans l'épisode Des pommes, des poires... et des amours (épisode 13 de la saison 7).

##### Famille Pie
- Maud Pie (VO : Ingrid Nilsen / VF : Nancy Philippot) - une ponette terrestre grise avec une crinière et une queue violette, sa marque de beauté est un caillou, c’est la sœur de Pinkie Pie. Malgré le fait qu'elle soit la sœur de Pinkie Pie, son comportement est radicalement opposé. Elle n'exprime que très peu ses émotions, contrairement aux éclats de joie de sa sœur. Maud étudie les roches.

#### Personnages Equestre d'origine non précisée
- Casse-Cou (Daring Do en version originale, VO : Chiara Zanni / VF : Julie Basecqz) - basée sur le même modèle que Rainbow Dash, Casse-Cou est une pégase jaune avec une crinière dégradé de gris, c’est une aventurière qui ressemble à Indiana Jones, elle apparait dans Casse-Cou et la quête du saphir (épisode 16 de la saison 2) comme personnage de roman, puis en vrai dans Les mésaventures de Casse-Cou (épisode 4 de la saison 4), Quand la fiction rattrape la réalité (épisode 13 de la saison 6) et La fin de Casse-Cou ? (épisode 18 de la saison 7). Le nom sous lequel elle publie ses livres, A.K. Yearling, est un hommage à J.K. Rowling qui a notamment écrit la saga des Harry Potter.

### Personnages non-Equestre par région

#### Personnages de Tartarus
- Tirek (VO : Mark Acheson / VF : Michel Hinderyckx, Patrick Waleffe (chant)) - apparu initialement dans la série télévisée Mon Petit Poney diffusée en 1986, Tirek est un centaure mâle d'apparence simiesque, qui arbore une peau rouge et noire ainsi qu'une barbe blanche. Principal antagoniste du double épisode final de la quatrième saison, il s'évade de la prison de Tartarus afin de s'emparer de la magie des princesses Alicornes. Il finit vaincu par le pouvoir de l'amitié de la Princesse Twilight Sparkle et ses amies. Il est soupçonné de faire disparaitre la magie dans tout Equestria dans le double épisode final de la huitième saison mais il révèle qu'il a une correspondante à l'école de l'amitié qui lui a enseigné la manière de voler la magie qui est la responsable. Tirek aide à contrecœur Twilight et ses amis à s'échapper de Tartarus pour éviter de passer l'éternité avec elles. Durant la saison 9, il collabore avec Chrysalis et Cozy Glow pour s'emparer d'Equestria mais se fait battre une dernière fois par Twilight et ses amis.
- Cozy Glow (VO : Sunni Westbrook / VF : Élisabeth Guinand) - petite pégase saumone à la robe rose claire et à la crinière bleue et azure, elle apparait dans Un diplôme bien mérité en tant que nouvelle élève à l’école de l'amitié. Elle a du mal à faire ses devoirs mais grâce à l'aide des Chercheuses de talent, elle les réussit et devient même l'assistante personnelle de Twilight Sparkle. Sous ses airs gentils et attentionnés, elle s'avère être la responsable de la disparition de la magie dans le double épisode final L'ultime attaque. Ayant appris par correspondance comment voler la magie grâce à Tirek, elle complote d'enfermer Twilight et ses amis dans la prison de Tartarus et faire disparaÏtre la magie dans tout Equestria pour diriger elle-même le pays. Mais grâce aux actions de Sandbar, Ocellus, Yona, Smolder, Gallus et Silverstream, les plans de Cozy Glow tombent à l'eau et elle se retrouve enfermée à Tartarus aux côtés de Tirek. Durant la saison 9, elle collabore avec Chrysalis et Tirek pour s'emparer d'Equestria mais se fait battre une dernière fois par Twilight et ses amis.

#### Personnages changelins
- Reine Chrysalis (VO : Kathleen Barr / VF : Delphine Moriau, Séverine Cayron (chant)) - changelin femelle et reine de son peuple, elle représente la principale antagoniste des deux derniers épisodes de la saison 2. Équidé noirâtre affublée de cornes, de crocs et d'ailes insectoïdes, Chrysalis est capable, comme chaque changelin, de modifier son apparence physique et de se nourrir de l'amour ressenti par les poneys. La reine métamorphe se fait passer pour la princesse Cadance, empêchant ainsi Shining Armor de protéger magiquement le château de Canterlot. Chrysalis et son armée de changelins tentent alors de s'emparer d'Equestria mais ils sont expulsés de Canterlot grâce à la puissance des sentiments amoureux exprimés par Shining Armor et Cadance. Dans l'épisode La Quête de l'arc-en-ciel, le passé ayant été modifié, la reine Chrysalis a réussi à conquérir Poneyville et il ne reste plus qu'un groupe de résistants menés par Zecora. La reine réapparait dans les deux derniers épisodes de la saison 6 où elle parvient à kidnapper les princesses du royaume ainsi que leurs amis, puis à les remplacer par des changelins. Cependant, grâce aux efforts combinés de Starlight Glimmer, Trixie, Discord et du changelin repenti Thorax, Chrysalis subit un nouvel échec. Elle prend alors la fuite en dédaignant l'offre amicale de Starlight Glimmer. Dans Les jumelles diaboliques, Chrysalis crée des clones diabolique de Twilight Sparkle et ses amies afin de s'emparer des Éléments d'Harmonie mais échoue à les récupérer à cause de la personnalité chaotique des doubles. Durant la saison 9, elle collabore avec Tirek et Cozy Glow pour s'emparer d'Equestria mais se fait battre une dernière fois par Twilight et ses amis.
- Thorax (VO : Kyle Rideout / VF : Gauthier de Fauconval) - Thorax est un changelin renégat qui s'enfuit de la Ruche-château où vivent ses semblables, pour rejoindre l'Empire de Cristal et tenter de se faire accepter par les poneys. Il finit par se lier d'amitié avec Spike. À la fin de la saison 6, il obtient une nouvelle apparence et devient le nouveau dirigeant des changelins. Il a un frère du nom de Pharynx qui apparaît dans Pour changer un Changelin.

#### Personnages de Griffonroche
- Gilda (VO : Maryke Hendrikse / VF : Stéphane Excoffier) - un griffon, antagoniste de l’épisode Farces et griffon, et ancienne amie de Rainbow Dash. Elle est sans arrêt agacée par Pinkie Pie tout au long de l’épisode. Dans Le trésor perdu de Griffonroche, elle finit par redevenir amie avec Rainbow Dash ainsi qu'avec Pinkie Pie.
- Papy Gruff (VO : Richard Ian Cox / VF : Michel Hinderycx) - Papy Gruff est un griffon mâle, Selon Gallus, il n'est le grand-père de personne même pas de Gilda.

#### Personnages d'Aquastria
- Reine Novo (VO : Uzo Aduba / VF : Myriam Thyrion) - un personnage de My Little Pony, le film. Autrefois reine des hippogriffes, elle a dû se résoudre à transformer son peuple en poneys des mers afin d'échapper à la tyrannie grandissante du roi Storm. Convaincue d'avoir pris la bonne décision pour protéger les siens qu'elle fait passer avant tout, la reine Novo interdit à quiconque de pénétrer dans leur cachette, bien qu'elle ne fasse visiblement nullement preuve d'autorité à l'égard de sa fille Skystar. Celle-ci parvient à la convaincre d'utiliser sa magie sur les poneys, bien qu'elle refuse de leur confier la perle magique de crainte qu'elle ne tombe entre de mauvaises mains. Malheureusement, lorsque l'une des ponettes tente de dérober la perle, la reine Novo se voit forcée de les chasser sans la moindre clémence de leur royaume. Elle est la tante de Silverstream et Terramar ainsi que la sœur d'Ocean Flow et la belle-sœur de Sky Beak.
- Princesse Skystar (VO : Kristin Chenoweth / VF : Léonor Bailleul) - une poney-sirène et hippogriffe qui apparaît comme personnage secondaire dans My Little Pony, le film. Elle est la princesse du royaume sous-marin d'Aquastria et la fille de la reine Novo ainsi que la cousine de Silverstream et Terramar.
- Général Seaspray (VO : Christopher Gaze) - le Général Seaspray est un hippogriffe mâle qui est le commandant de la marine de la reine Novo.

#### Personnages de Yakyakistan
- Prince Rutherford (VO : Garry Chalk / VF : Michel Hinderyckx) - yack mâle et le prince du royaume du Yakyakistan. Il apparaît pour la première fois dans la saison cinq.

#### Personnages dragons
- Princesse Ambre (Ember en version originale, VO : Ali Milner / VF : Elsa Poisot (saisons 6 à 8), Audrey Devos (saison 9)) - la princesse des dragons devenue par la suite leur dirigeante. Son père est un dragon géant nommé Torch.
- Torch (VO : Matt Cowlrick) - un dragon géant et l'ancien seigneur des dragons. Sa fille Ambre lui succède après qu'elle eut rapporté le sceptre de pierres rouges.
- Garble (VO : Vincent Tong / VF : Grégory Praet) - dragon adolescent et égoïste, leader du groupe des dragons adolescents, c’est un antagoniste de Spike cherche sa famille (épisode 21 de la saison 2) où il tente de s’attaquer à Spike. Il réapparaît dans Le nouveau seigneur des dragons (épisode 5 de la saison 6). Il est le frère de Smolder à la grande surprise de Spike.

#### Personnages de l'empire Storm
- Roi Storm (VO : Liev Schreiber / VF : Michel Hinderyckx) - antagoniste principal de My Little Pony, le film, cet être simiesque envahit Canterlot avec son armée afin de dérober la magie des Princesses Alicornes. Alors qu'il attaquait traîtreusement Twilight Sparkle et ses amies, il est vaincu par sa propre commandante, Tempest Shadow.
- Tempest Shadow (VO : Emily Blunt / VF : Valérie Lemaître, Laura Masci (chant)) - licorne violette sans corne, elle est la commandante de l'armée du roi Storm dans My Little Pony, le film. Sa corne ayant été brisée par un Oursaminor quand elle était une pouliche, elle traque Twilight Sparkle et cherche à l'offrir au roi Storm afin de pouvoir la réparer. Mais face au refus du roi d'honorer sa promesse et sauvée par Twilight et ses amies, elle se retourne contre le roi Storm. Elle révèle à la fin du film que son vrai nom est Fizzlepop Berrytwist.

### Personnages historiques
- Tourbillon Étoile le Barbu (Star Swirl The Bearded en version originale, VO : Christopher Britton / VF : Patrick Waleffe) - une licorne mâle du passé, il a pu créer les magies les plus puissantes de tout Equestria. D’ailleurs, la Princesse Celestia donne à Twilight le livre de Tourbillon Étoile qui est incomplet après sa disparition, et ce n’est qu’en le terminant que Twilight devient une licorne ailée, c’est lui-même qui a banni les Dazzlings dans le monde humain.
- Stygian (VO : Bill Newton) - une licorne mâle de couleur grise. Proche des Piliers il y a mille ans, il n'avait aucun talent comparé à ses amis. Désireux de se rendre utile, il subtilisa momentanément les artefacts des Piliers afin d'en créer des copies. Croyant que Stygian voulait s'emparer des précieux objets afin d'acquérir des pouvoirs magiques, les Piliers le renièrent. Furieux, Stygian découvrit une puissante magie noire qui le changea en Poney de l'ombre et chercha dès lors à se venger des Piliers. Un millénaire plus tard, à la suite de la libération accidentelle du Poney de l'ombre, Starlight Glimmer s'identifie à Stygian en raison de leur passé similaire. Arguant que la magie de l'amitié ne devrait être utilisée que pour aider autrui, elle souhaite sauver Stygian tandis que les autres poneys veulent emprisonner le Poney de l'ombre à l'aide des Éléments d'Harmonie. Les six héroïnes et les Piliers se ravisent et parviennent finalement à séparer Stygian de sa part d'ombre, puis à bannir le poney maléfique dans les limbes. Tourbillon Étoile le Barbu et les Piliers s’excusent auprès de Stygian et se réconcilient avec lui.
- Grogar (VO : Doc Harris / VF : Patrick Waleffe) - sous la forme d'un bélier au pelage bleu, il est l'ancien empereur ayant dirigé il y a fort longtemps le pays qui allait devenir Equestria et étant le créateur de nombreux monstres avant qu'il ne soit vaincu et banni par Gusty le Grand. Ayant passé les derniers siècles à recouvrir ses pouvoirs, Grogar réunit d'autres antagonistes qui furent vaincus par Twilight Sparkle et ses amis -Chrysalis, Sombra, Tirek et Cozy Glow- dans la saison 9 car il a conclu que le seul moyen de vaincre le groupe de Twilight est de travailler ensemble s'ils désirent soumettre le royaume d'Equestria à leurs volontés. Sa réputation fait qu'il est craint même de Chrysalis et de Tirek alors qu'ils racontent à une Cozy Glow ignorante sa légende. En réalité, il s'est avéré être Discord qui avait pris son apparence dans le but d'attaquer Twilight pour qu'elle gagne contre eux afin de la préparer à devenir une excellente dirigeante sur qui on peut compter mais se fait dépasser par le groupe des méchants qui ont utilisé la cloche de Grogar pour devenir plus puissant et devenir la principale menace de la fin de la série.